# ترسيب (كيمياء)
الترسيب هو نوع من انواع التفاعلات الكيمياء حيث تجري تفاعلاته في المحاليل المائية لينتج مركب صلب يدعى بالراسب. اما المركب الذي تفاعل مع المحلول المائي لترسيب احد ايونات المحلول يدعي بالعامل المرسب . يستفاد في الترسيب في العديد من المجالات الكيميائية في العضوية واللاعضوية ولحساب المعامل الوزني

الترسيب الكيميائي

الترسيب في الكيمياء هو عملية تشكل جسم صلب في محلول من خلال تفاعل كيميائي. عندما يحدث التفاعل في محلول سائل فإن المادة الصلبة المتشكلة تعرف باسم الراسب، ويدعى التفاعل الذي يؤدي إلى حدوث تشكل الراسب باسم تفاعل ترسيب. هناك أنواع محددة من الرواسب التي لا ترقد (عملية رسوب) إلى أسفل إناء التفاعل نتيجة الجاذبية، بل تبقى على شكل مستعلق في المحلول، والتي يمكن تحويله إلى راسب بإجراء عملية تثفيل.

## التطبيقات

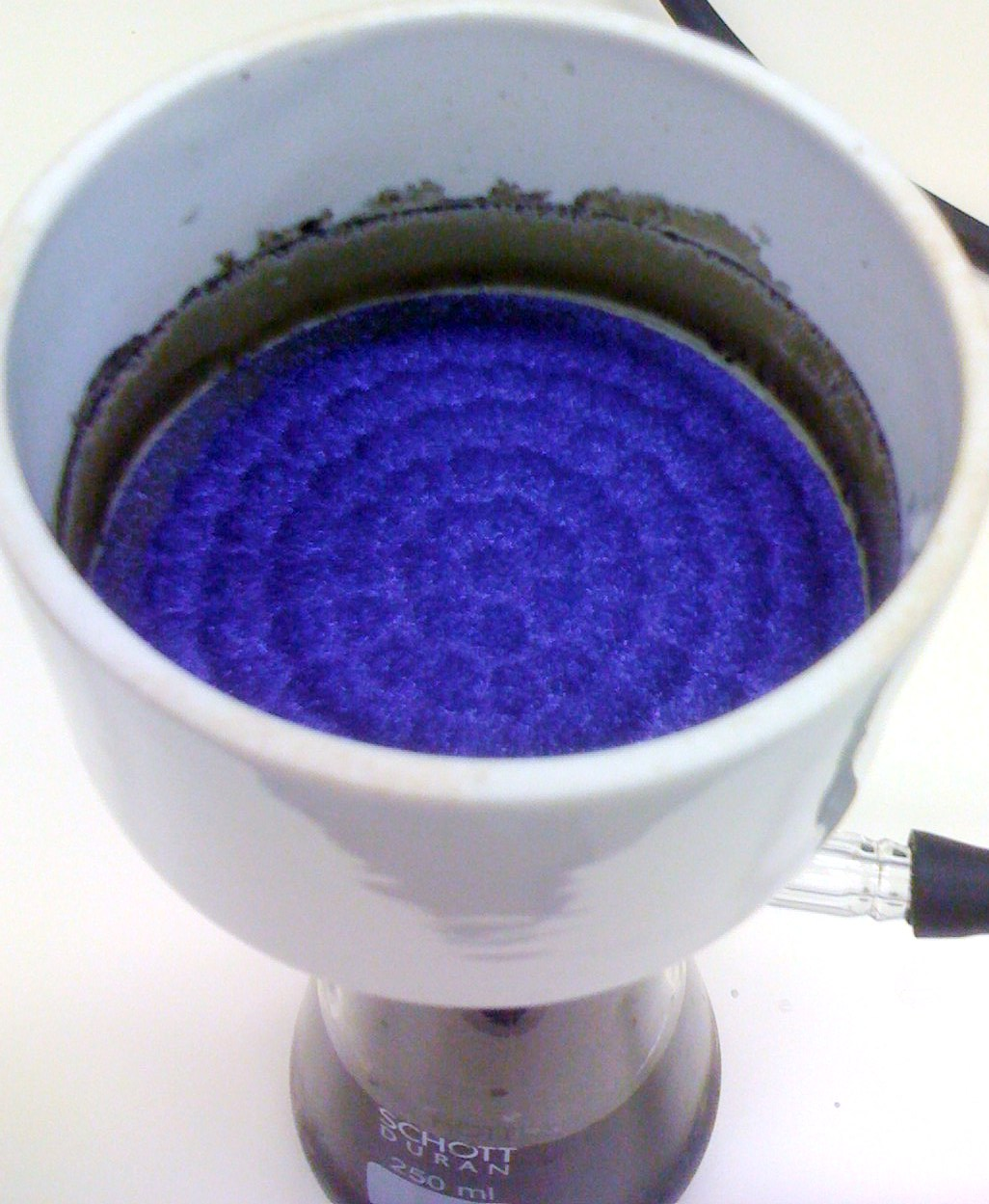
راسب أزرق من تفاعل كيميائي عضوي.

يمكن أن تتم عملية ترسيب الأجسام الصلبة وفق متطلبات محددة من أجل تحضير الجسيمات النانوية.
تستخدم تفاعلات الترسيب من أجل صنع الخضب ومن أجل إزالة الأملاح من الماء أثناء معالجة المياه، وكذلك في التحليل النوعي في الكيمياء اللاعضوية. كما تستخدم تفاعلات الترسيب أيضاً في الكيمياء العضوية من أجل عزل المركبات المرجوة أثناء تفاعلات الاصطناع العضوي، حيث يحصل على المادة على شكل بلورات.

## أمثلة
من الأمثلة على تفاعلات الترسيب اللاعضوية التفاعل بين نترات الفضة مع محلول من كلوريد الصوديوم، حيث يترسب كلوريد الفضة على شكل راسب أبيض، كما في التفاعل التالي:
{\displaystyle \mathrm {NaCl_{\ (aq)}+AgNO_{3\ (aq)}\longrightarrow Na^{+}+NO_{3}^{-}+AgCl_{\ (s)}\downarrow } }
من الأمثلة على تفاعلات الترسيب العضوية التفاعل بين البورفيرين في تقطير مرتد مع حمض البروبيونيك، ثم بتبريد مزيج التفاعل إلى درجة حرارة الغرفة، ثم بإجراء عملية ترشيح.